# Erythresthes
Erythresthes is een kevergeslacht uit de familie van de boktorren (Cerambycidae). De wetenschappelijke naam van het geslacht werd voor het eerst geldig gepubliceerd in 1864 door Thomson.

## Soorten
Erythresthes omvat de volgende soorten:
- Erythresthes sericellus Holzschuh, 2005
- Erythresthes shimomurai Holzschuh, 1989
- Erythresthes bowringii (Pascoe, 1863)
- Erythresthes eximius Holzschuh, 2009